# Communauté de communes de la vallée de l'Ognon
La communauté de communes de la vallée de l'Ognon est un ancien EPCI à fiscalité propre situé dans le département de la Haute-Saône en France.

## Historique
La communauté de communes a été créée par un arrêté préfectoral du 19 décembre 2002.
Conformément aux prévisions du schéma départemental de coopération intercommunale (SDCI) approuvé par le préfet de Haute-Saône le 23 décembre 2011, les communautés de communes de la Vallée de l'Ognon (Haute-Saône) et des Rives de l'Ognon (Doubs) ont fusionné le 1er janvier 2014 pour former la communauté de communes du Val marnaysien.

## Territoire communautaire

### Géographie
En 2013, l'intercommunalité regroupait les 17 communes suivantes pour une population totale regroupée de 5 481 habitants (RGP 2010) :
- Avrigney-Virey
- Bay
- Beaumotte-lès-Pin
- Bonboillon
- Brussey
- Chambornay-lès-Pin
- Chenevrey-et-Morogne
- Courcuire
- Cugney
- Cult
- Gézier-et-Fontenelay
- Hugier
- Marnay
- Pin
- Sornay
- Tromarey
- Vregille

## Organisation

### Élus
La communauté de communes était administrée par un conseil communautaire constitué de conseillers municipaux représentant chacune des communes membres, répartis sensiblement en fonction de leur population, soit : 

- 2 délégués par commune d'au plus 300 habitants ; 

- 3 délégués par commune de 300 à 699 habitants ;

- et 4 délégués au-delà.

### Liste des présidents
| Période                                  | Période | Identité       | Étiquette | Qualité                       |
| ---------------------------------------- | ------- | -------------- | --------- | ----------------------------- |
| Les données manquantes sont à compléter. |         |                |           |                               |
| [Quand ?]                                | 2008    | Nelly Geissler |           |                               |
| 2008                                     | 2013    | Jean Lucot     |           | Maire de Bonboillon (2008 → ) |

### Compétences
L'intercommunalité exerçait les compétences qui lui avaient été transférées par les communes membres, dans les conditions fixées par le code général des collectivités territoriales.

### Régime fiscal et budget
La Communauté de communes est un établissement public de coopération intercommunale à fiscalité propre.
Afin d'assurer ses compétences, la communauté de communes percevait une fiscalité additionnelle aux impôts locaux des communes, avec fiscalité professionnelle de zone et sans fiscalité professionnelle sur les éoliennes.
Afin de financer ce service, elle collectait une redevance d'enlèvement des ordures ménagères.